# Jabberwocky

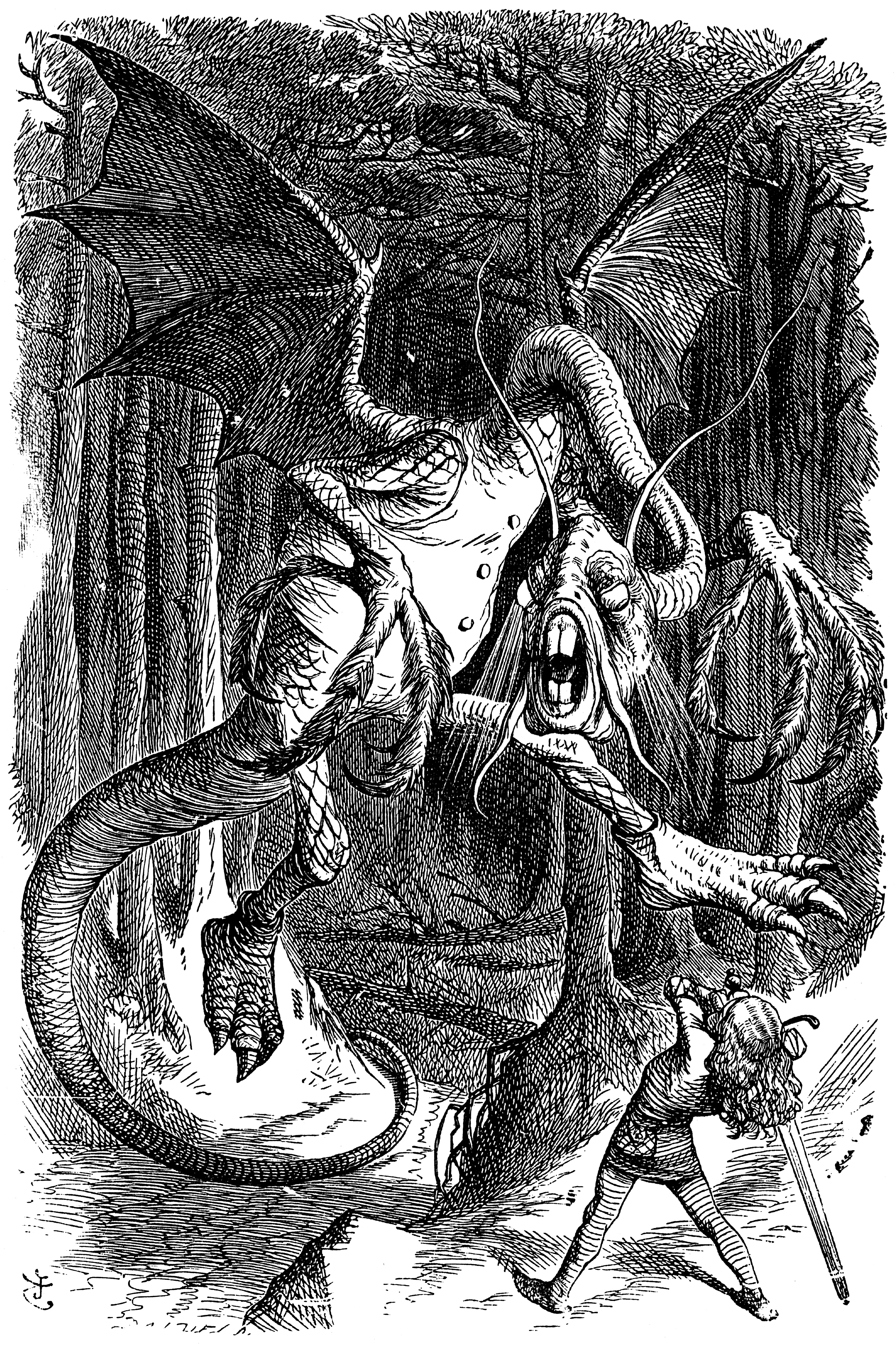
Jabberwocky von John Tenniel

Jabberwocky [ˈdʒæbəˌwɒki] ist der Titel eines berühmten Nonsens-Gedichts von Lewis Carroll aus dem Buch Alice hinter den Spiegeln (1871). Die erste Strophe findet sich bereits 1855 in Mischmasch, einem Familienmagazin seiner Familie. Ein großer Teil der verwendeten Wörter ist erfunden. Das Gedicht erzielt seine Wirkung durch Lautmalereien, Kofferworte und Wort-Assoziationen.

## Das Originalgedicht
Eine Übersetzung im traditionellen Sinn ist nicht möglich, es gibt jedoch zahlreiche Nachdichtungen in den verschiedensten Sprachen. Deutsche Übertragungen existieren von Robert Scott [1873], wo der Jabberwock „Der Jammerwoch“ heißt, von Lieselotte & Martin Remané, die ihn „Brabbelback“ nennen, und von Christian Enzensberger [1974], wo er den Namen „Der Zipferlake“ trägt.
Jabberwocky
von Lewis Carroll
Twas brillig, and the slithy toves

Did gyre and gimble in the wabe;

All mimsy were the borogoves,

And the mome raths outgrabe.

Beware the Jabberwock, my son!

The jaws that bite, the claws that catch!

Beware the Jubjub bird, and shun

The frumious Bandersnatch!

He took his vorpal sword in hand:

Long time the manxome foe he sought

So rested he by the Tumtum tree,

And stood awhile in thought.

And as in uffish thought he stood,

The Jabberwock, with eyes of flame,

Came whiffling through the tulgey wood,

And burbled as it came!

One, two! One, two! And through and through

The vorpal blade went snicker-snack!

He left it dead, and with its head

He went galumphing back.

And hast thou slain the Jabberwock?

Come to my arms, my beamish boy!

O frabjous day! Callooh! Callay!

He chortled in his joy.

Twas brillig, and the slithy toves

Did gyre and gimble in the wabe;

All mimsy were the borogoves,

And the mome raths outgrabe.
Als Carroll 1887 von der Herausgeberin der Schulzeitung an der Girls’ Latin School (heute Boston Latin Academy) in Boston um Erlaubnis gebeten wurde, diese The Jabberwock nennen zu dürfen, gab Carroll zusätzlich folgende nachträgliche Namensbedeutung an:

“The Anglo-Saxon word ‘wocer’ or ‘wocor’ signifies ‘offspring’ or ‘fruit’. Taking ‘jabber’ in its ordinary acceptation of ‘excited and voluble discussion’”

„Das angelsächsische Wort ‚wocer‘ oder ‚wocor‘ bedeutet ‚Abkömmling‘ oder ‚Frucht‘. Hinzu kommt ‚jabber‘ in seiner üblichen Bedeutung als ‚aufgeregte und redegewandte Diskussion‘“

## Die Figur
Wie im gezeigten Bild von John Tenniel handelt es sich beim Jabberwock um ein drachenartiges Geschöpf, das körperliche Eigenschaften von westlichen und östlichen Drachen in sich vereint, wie an dem plumpen Körper mit ungewöhnlich langen Gliedmaßen zu erkennen ist. Anstelle der bei Drachen eher sonst üblichen Reißzähne sind die Zähne des Jabberwock eher glatt wie bei einem Nagetier. Wegen der Knöpfe an seinem Bauch scheint es so, als würde er eine Weste tragen.

## Rezeptionen
- Der Name der US-amerikanischen Tanzgruppe „Jabbawockeez“ leitet sich von der Kreatur ab.
- Der Stop-Motion Animationsfilm Jabberwocky von Jan Švankmajer (1971) bezieht sich lose auf das Gedicht von Carroll. Am Anfang des Filmes ist es in voller Länge zu hören.
- Der Spielfilm Jabberwocky aus dem Jahr 1977 von Terry Gilliam steht in direktem Bezug zum Gedicht von Lewis Carroll. Das Drehbuch schrieben Charles Alverson und Terry Gilliam.
- Jabberwocky wurde von der niederländischen Pagan-Folk-Band Omnia auf dem 2010 erschienenen Album Wolf Love vertont.
- Donovan hat das Gedicht ebenfalls vertont.
- Die US-amerikanische Synth-Rock-Band The Crüxshadows zitiert das Gedicht in ihrem Lied Jabberwocky.
- Der Chatbot „Jabberwock“, prämiert 2003 mit dem Loebner-Preis, basiert auf der Figur des Jabberwock.
- Als „Jabberwocky“ wird in der empirischen Sprachwissenschaft eine Sprache bezeichnet, die zwar syntaktisch korrekt ist, jedoch inhaltlich keinen Sinn ergibt, da die verwendeten Wörter keine Bedeutungen enthalten. Solche Sprache findet z. B. in der neurolinguistischen Forschung Anwendung.
- In der 12. Episode der Serie Better Off Ted – Die Chaos AG wird ein nicht-existentes Projekt Jabberwocky genannt.
- In dem Super-Nintendo-Rollenspiel Secret of Mana ist der Jabberwock ein Zwischengegner.
- Die australische Band Brillig benannte sich nach einem Wort aus dem Gedicht.
- In dem Film Thank You for Bombing (Österreich 2015) wird während des Abspanns das Gedicht von den Protagonisten, Kriegs-Reportern, rezitiert.
- In dem Anime-Film Penguin-Highway kann ein mysteriöses Mädchen Pinguine und Jabberwocky (diese insbesondere durch Angst) hervorrufen.
- Der Titel des Films Black Mirror: Bandersnatch basiert auf dem Gedicht.
- In Enid Blytons Buch Zirkus der Abenteuer beschließen Jack, Philip, Dinah und Lucy-Anne Jabberwock language zu sprechen, um nicht als Engländer in Tauri-Hessia erkannt zu werden.
- Die Handlung und der Name des fünften Kapitels „Jabberwocky I“ sowie des siebten Kapitels „Jabberwocky II“ in der Visual Novel „Subarashiki Hibi“[6] sind von dem Gedicht inspiriert.